# Gumjongsan
Gumjongsan (korejsko 금정산; dobesedno Zlata studenčna gora) je gora v Pusanu v Južni Koreji. Njen najvišji vrh, Godangbong, se dviga na 801,5 metra.
Gora je priljubljena za pohodništvo, čeprav obstaja žičnica in avtobus, ki peljeta večino poti navzgor. Na gori so tudi vas, tempelj in trdnjava. Razgledi na Pusan in okolico z vrha so bili pohvaljeni.

## Opis
Visoka je 800,5 m. Gora je že dolgo znana po svoji lepoti in stavbah. Na njenih pobočjih sta tempelj Bomosa in korejska trdnjava Gumdžongsansong.
Gumdžongsan je priljubljena pohodniška destinacija. Nekateri se povzpnejo zgodaj na novoletni dan, da bi videli prvi sončni vzhod v letu. Do vrha se lahko pripelje tudi z gondolo.
Sansongmeul (korejsko 산성마을) je majhna podeželska skupnost, nastala v gorski dolini. Ima veliko restavracij in turističnih objektov.

## Vrh
Godangbong (korejsko 고당봉; handža 姑堂峰) je najvišji vrh gore. Leži na nadmorski višini 801,5 metra na mestni meji med Pusanom in Jangsanom. Njegov vrh ponuja čudovit razgled na okolico, vključno z mednarodnim letališčem Gimhe. Ob jasnih dneh je mogoče videti okrožje Gimhe in Džinhe na jugozahodu ter gorski relief otoka Cušima na pol poti v Korejskem prelivu. Tukaj živi Gomodang, medtem ko sta skala Jongham in jama Jongam pod njim na jugu. Hoja od templja Bomosa do vrha skozi severna vrata traja približno eno uro in 20 minut.

## Gumsem
Gumsem (korejsko 금샘; handža 金井; dobesedno zlati vodnjak) je naravno oblikovana votlina na vrhu granitne skale, ki stoji ob pečini približno 500 metrov vzhodno od Godang-bonga.
Po legendi se je zlata ribica (Gumo, 그머) spustila iz sveta Brahme na petbarvnem oblaku in se nastanila v zlatem vodnjaku. Vodnjak naj bi se nikoli ne posušil, barva njegove vode pa je vedno zlata. Imena gore in templja Bomo izvirata iz te legende.
Danes je legenda še vedno predstavljena v simbolih okrožja Gumdžong. Logotip guja predstavlja vodnjak, lik guja pa je risana upodobitev Guma.

## Galerija
- Sansong, vas na gori (2011)
- Oznaka, ki označuje vrh Godangbonga (2006)
- Gumsem (2006)
- Vožnja z gondolo (2011)
- Pogled na Pusan z gore (2011)
- Bomosa, tempelj na gori (2007)